# Seno
Seno és un poble situat a la província de Terol, de la comarca del Baix Aragó, limitant amb el Maestrat. El seu terme municipal limita amb els de Berge, Alcorisa, Castellot (Maestrat) i Molinos (Maestrat). Està situat al vessant del riu Guadalope (afluent del riu Ebre) a una altitud de 792 metres.

## Geografia
Villa amb ajuntament a la província de Terol, partit judicial de Castellote, diòcesi de Terol i audiència territorial de Saragossa i capitania general d'Aragó.
Situació: a la falda d'una elevada muntanya en forma d'amfiteatre, pel peu del poble passa un rierol que té el seu origen en el terme d'aquest poble. El clima és temperat i sa. El poble es compon de 90 cases, tres carrers i una plaça, en la qual hi ha l'església parroquial (Santa Elena) servida per un capellà de concurs i provisió ordinària; les cases consistorials, la presó i el trinquet. El poble. anys enrere, ha comptat amb una escola elemental d'instrucció primària, concorreguda per uns 30 nens i un cementiri.
Confina el terme pel nord amb el de Berge i Alcorisa; per l'est i sud amb el de Castellote i per l'oest amb el de Molinos.

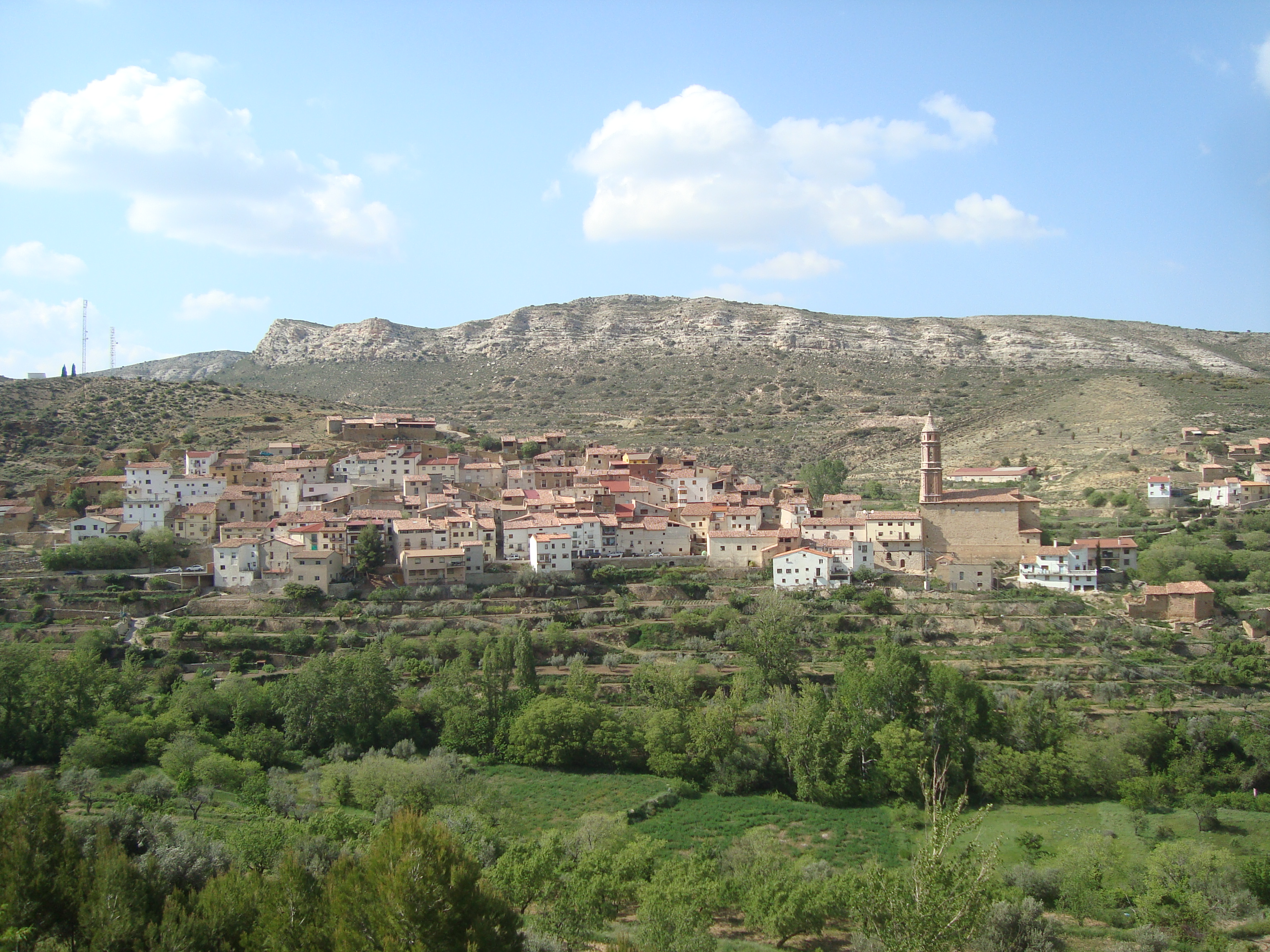
Panorámica de la Villa de Seno

El terreny, no obstant això de ser montuos en les seves dues terceres parts, és de bona qualitat, tenint diversos horts en el marge del rierol que hem fet mèrit.
Els camins són de ferradura i condueixen als pobles immediats.
El correu, anys enrere, es rebia per vianant de la capçalera del partit tres vegades en la setmana.
Producció: blat, ordi, blat de moro, mongetes, vi, oli, fruites i cànem; hi ha bestiar de llana i boví i caça de conills i perdius.

## Ressenya històrica
Els orígens de Seno són molt remots. Les primeres restes trobades en les rodalies de la localitat procedeixen del Neolític, l'Edat de Bronze o l'edat de Ferro (p.e. la mina de mineral de Ferro de Valdestrada, s.V a. De C.). En el seu terme municipal també hi ha restes ibèriques (p.e. Vallipón, poblat iber destruït per les legions romanes) o de fortificacions musulmanes i templeres (p.e. prop de la Font del Salz).
La primera vegada que apareix documentada l'existència de la localitat és a la carta de població de Camarón (1194). Durant els segles xii i xiii apareix en diferents documents templers i santjoanistes com "castellar". Per això, és molt probable que la primera construcció localitzada on avui es troba la Vila de Seno fos una torrassa de defensa, probablement templer, com diversos existents a la zona. Els indicis templers són presents a tota la zona, amb la seva simbologia, fortaleses, fortificacions, ermites, creus, etc. Cal no oblidar, a més, la propera fortalesa de Castellote ("Castellot"), seu de la comanda templera de la zona,  terres cedides a l'orde del Temple pel rei Alfons II en 1196.
Al s. XVII, després de diversos enfrontaments amb la localitat pròxima de Castellote, Carlos II va signar un privilegi de segregació d'aquesta, encara que aquesta separació no es va fer efectiva fins al 23 de juliol de 1789, quan Carles IV la va separar definitivament de Castellote atorgant-li el caràcter de "Vila" a la localitat de Seno.

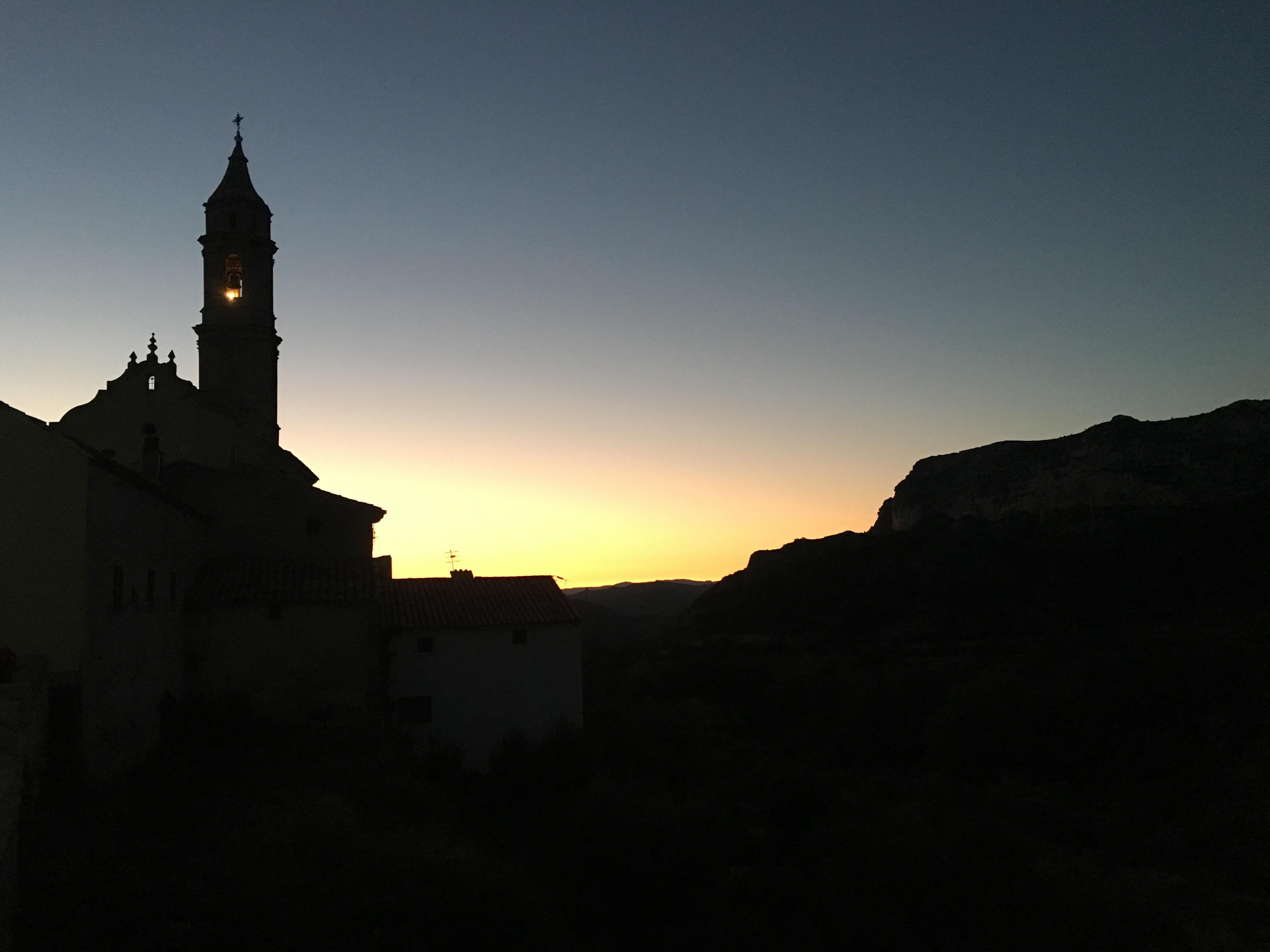
La llum del campanar de l'església de Seno a l'alba.

L'Església parroquial, dedicada a Santa Elena, és una obra magnífica barroca realitzada sota la direcció del mestre d'obres Joan Espanya, entre 1763 i 1771, sobre el solar de l'antiga Església de la Santa Creu (1650). Tal com resa la inscripció situada sobre la seva portada, "Charitas me fecit", construïda per subscripció popular. Són destacables les espectaculars pintures del Presbiteri, i la campana, del segle xviii, pràcticament única al Baix Aragó (la majoria van ser trencades durant la Guerra Civil per les columnes anarquistes).
Durant la guerra civil (1936-39), si no va ser bombardejat, a diferència de la majoria de poblacions de la zona, pel que la seva població no va patir directament els rigors de la guerra. L'Església va ser convertida en magatzem de la col·lectivitat pel comitè antifeixista i gran part del seu contingut cremat, salvant, com s'ha dit, la campana principal de la torre. El 1938 es va establir un reducte repúblicano al "cabezo" sobre el poble a més de 1.000 msnm d'altitud, en el qual es van construir nombroses trinxeres i fortificacions. El 25 de març d'aquest any, en el context de la tercera fase de la Batalla d'Aragó en la qual Franco va dividir en dos l'Espanya republicana arribant amb les seves tropes fins a Vinaròs, l'83 divisió comandada pel General Martín Alonso va ocupar la localitat de Seno, expulsant definitivament a les tropes governamentals del seu reducte a la muntanya.
El primer de febrer de 2009, Seno va rebre la visita del Bisbe de la Diòcesi de Terol i Albarracín, per a la benedicció de la restaurada Església Parroquial de Santa Elena, portada a terme gràcies a les donacions dels fidels de la parroquia, de la Diputació General d'Aragó i el propi Ajuntament de la Vila de Seno.
En 2016 va obrir el nou bar "El Forn", rebent per això la visita de polítics i mitjans de comunicació. Aquest mateix any es va inaugurar també la il·luminació nocturna de la torre de l'Església.

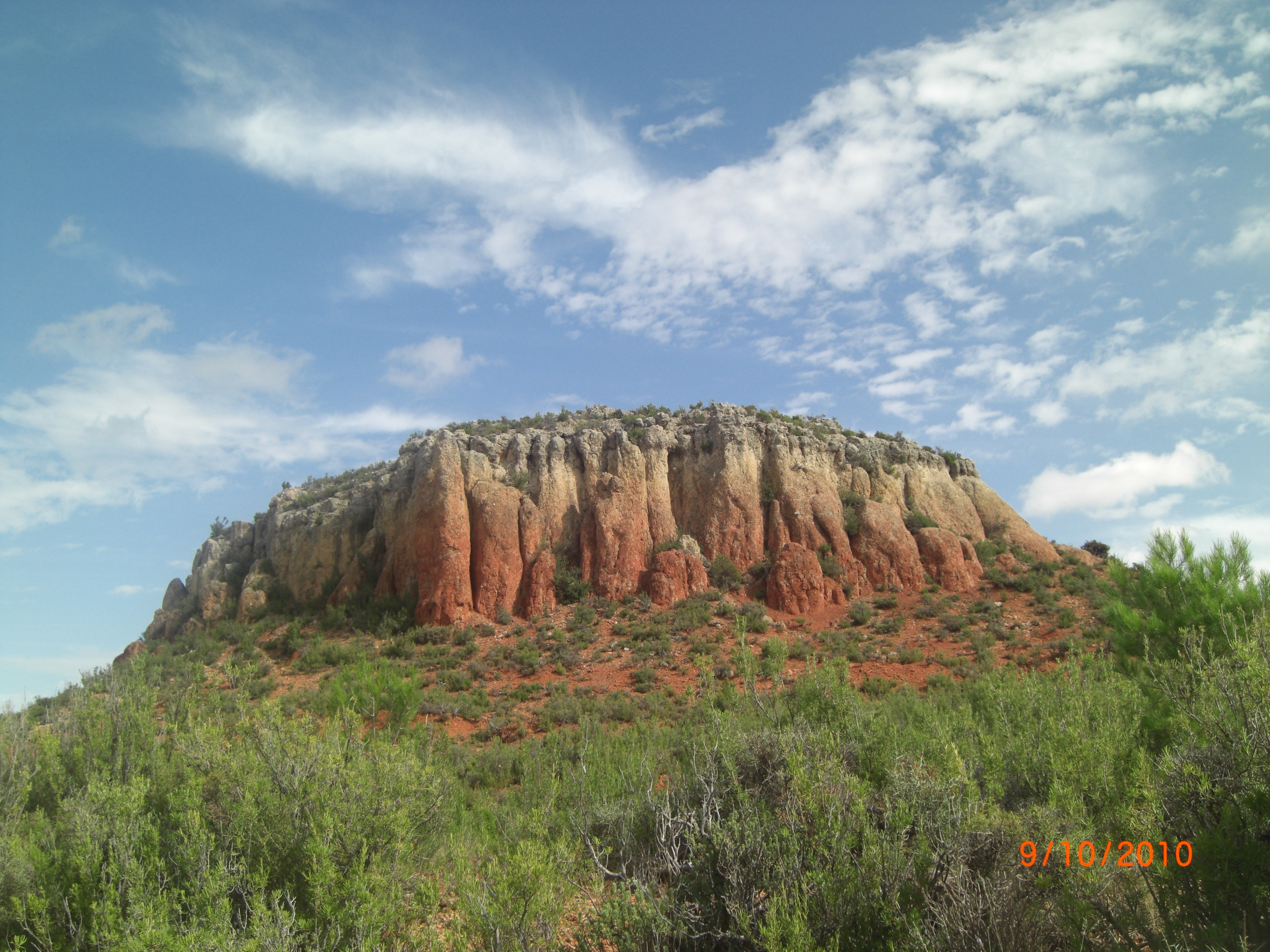
Formació muntanyosa denominada "Els fantasmes", a Seno (Teruel)

## Béns d'interés cultural
- La casa consistorial: La casa consistorial de Seno està situada al costat de l'església parroquial de Santa Elena. Es tracta d'un edifici amb la característica llotja o trinquet a la planta baixa.
- Església de Santa Elena: L'església parroquial de Santa Elena està situada en un extrem de l'esperó sobre el qual s'assenta el conjunt urbà. És d'estil barroc.
- Ermita de Sant Valero: L'ermita de Sant Valero de Seno està situada als afores de la població. L'ermita es localitza al costat del l'interessant conjunt del Pou del Sant, lloc en el qual, segons la llegenda, el mismisimo Sant Valero va fer brollar aigua amb el seu bastó quan es desplaçava des de València a Saragossa. Aquest aflorament d'aigües termals alimenta el proper braçal anomenat sortints, el safareig i l'antic molí.

## Com s'accedeix
A Seno s'accedeix a través de la carretera ET-39 (que surt de la carretera que va de Castellote a Molins).

## Característiques
Al costat de l'església parroquial se situa la casa consistorial, amb la característica llotja o trinquet a la planta baixa.

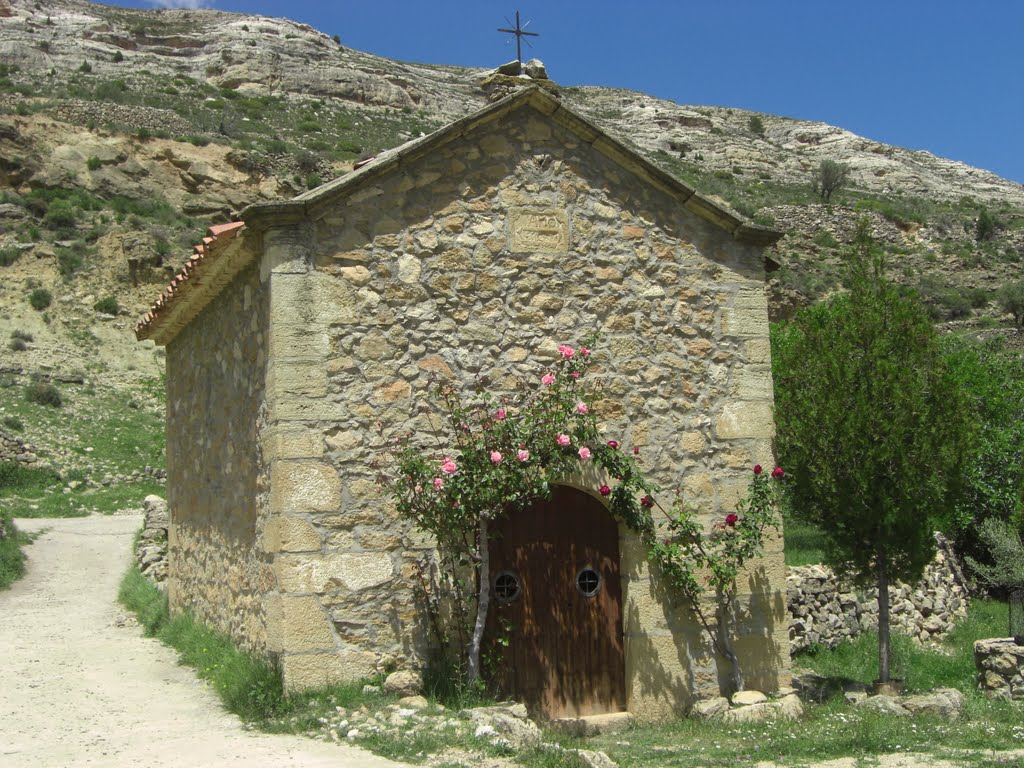
Ermita de San Valero a Seno (Teruel)

Quant a la seva arquitectura religiosa és destacable l'església parroquial, emplaçada en un extrem de l'esperó sobre el qual s'assenta el conjunt urbà. Està dedicada a Santa Elena i és una obra barroca.
Als afores de la població es conserva un altre edifici d'interès: l'ermita de Sant Valero, construcció barroca profundament reformada. Al costat de l'ermita de Sant Valero es localitza l'interessant conjunt del Pou del Sant, lloc en el qual, segons la llegenda, el mismíssim Sant Valero va fer brollar aigua amb el seu bastó quan es desplaçava de València a Saragossa. Aquest aflorament d'aigües termals alimenta el proper braçal anomenat sortints, el safareig i l'antic molí.

## Festes patronals i events
Les festes patronals se celebren en honor de Sant Valero (29 de gener), patró del poble, l'últim cap de setmana de gener, i en honor de Santa Elena, a qui està dedicada l'església parroquial, i a Sant Roc, el 14, 15 i 16 d'agost.
Durant l'any, el Club Esportiu Senerico organitza dos esdeveniments en què tot el poble participa:
- La BTT Senerica, una clàssica ja en el calendari, amb dues rutes (curta, llarga), totes dues dures i exigents. A final de juliol.
- La ruta senderista, a principis d'octubre, amb dues rutes també (curta i llarga), que finalitza amb un dinar de germanor.

## Població
D'acord amb el cens de 2016, Seno té una població de 56 habitants. En els censos anteriors dels anys 1900 i 1950 tenia 453 i 247 respectivament.
| 1900                                                   | 1910 | 1920 | 1930 | 1940 | 1950 | 1960 | 1970 | 1981 | 1991 | 2007 | 2014 | 2015 |
| ------------------------------------------------------ | ---- | ---- | ---- | ---- | ---- | ---- | ---- | ---- | ---- | ---- | ---- | ---- |
| 351                                                    | 422  | 332  | 332  | 291  | 231  | 195  | 105  | 61   | 48   | 45   | 42   | 43   |
| Font: Institut Nacional de Estadística -INE- (Espanya) |      |      |      |      |      |      |      |      |      |      |      |      |

## Política local

### Últims alcaldes de Seno
| Període   | Alcalde               | Partit |
| --------- | --------------------- | ------ |
| 1979-1983 | Rosendo Blasco Sancho | UCD    |
| 1983-1987 |                       | PAR    |
| 1987-1991 |                       | PAR    |
| 1991-1995 | Joaquín Bellés Bellés | PAR    |
| 1995-1999 | Joaquín Bellés Bellés | PAR    |
| 1999-2003 | Joaquín Bellés Bellés | PAR    |
| 2003-2007 | Joaquín Bellés Bellés | PAR    |
| 2007-2011 | Joaquín Bellés Bellés | PAR    |
| 2011-2015 | Joaquín Bellés Bellés | PAR    |
| 2015-2019 | Joaquín Bellés Bellés | PAR    |
| 2019-     | Raquel Bellés Bellés  | PAR    |

### Resultats electorals
| Eleccions municipals |      |      |      |      |      |
| Partit               | 2003 | 2007 | 2011 | 2015 | 2019 |
| PAR                  | 1    | 1    | 3    | 3    | 1    |
| PP                   | -    | -    | -    | -    | -    |
| PSOE                 | -    | -    | -    | -    | -    |
| Total                | 1    | 1    | 3    | 3    | 1    |